# Dash (Spaniel)

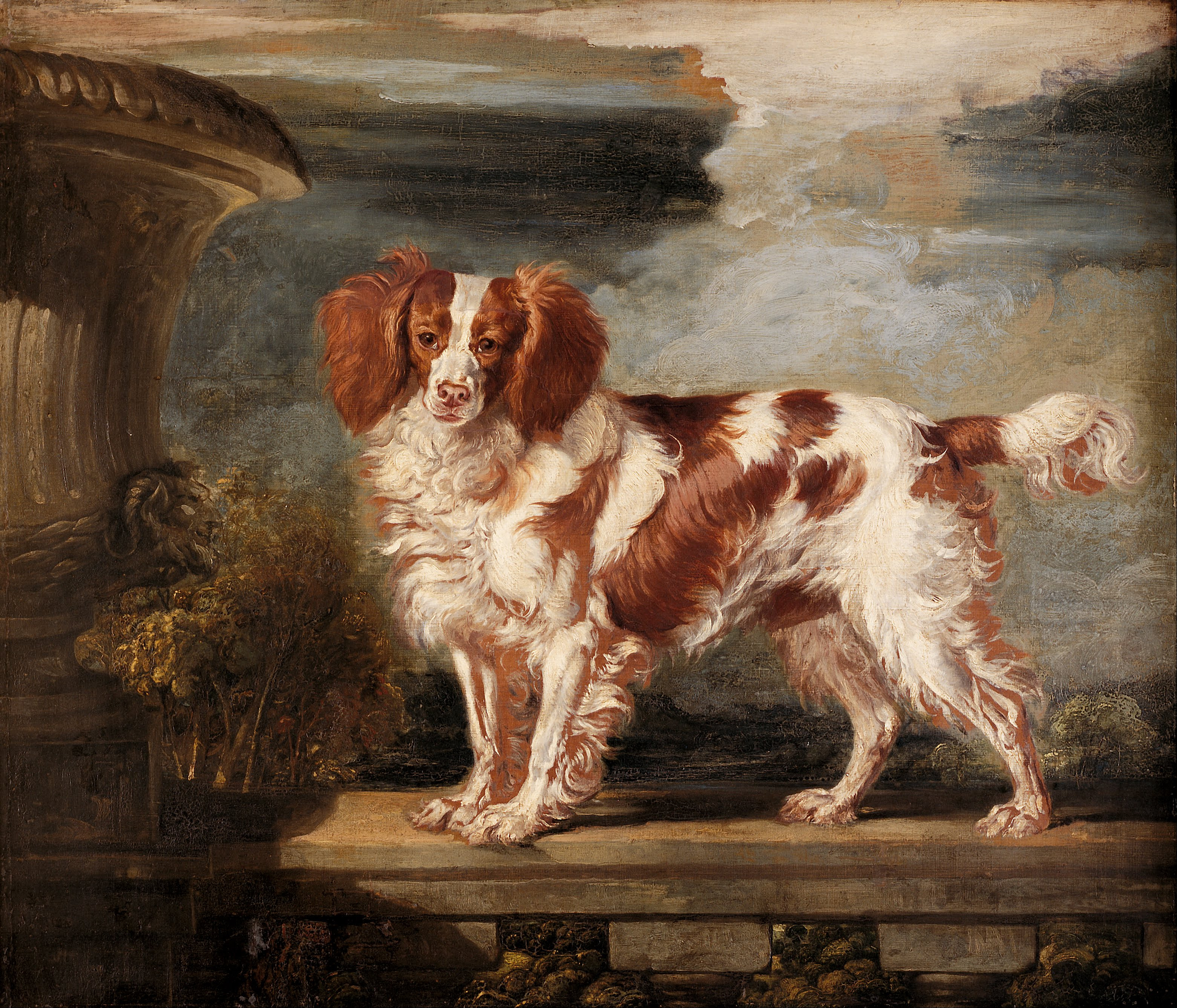
Dash, gemalt von James Ward

Dash (* 1830; † 1840) war ein King Charles Spaniel im Besitz von Königin Victoria. Elizabeth Longford bezeichnete ihn als „den engsten Jugendfreund der Königin“ und im Oxford Dictionary of National Biography wird er als „der erste in einer langen Reihe von geliebten kleinen Hunden“ beschrieben.

## Leben
Er kam als Geschenk von Sir John Conroy an Victorias Mutter, die Herzogin von Kent, am 14. Januar 1833 in den Haushalt der Herzogin. Ende April 1833 war er bereits Victorias Begleiter und zu Weihnachten desselben Jahres war sie so in ihn vernarrt, dass sie ihm zu Weihnachten eine Reihe von Gummikugeln und zwei Stücke Lebkuchen schenkte. Im Gegenzug war Dash Victoria treu ergeben; einmal ging sie auf einer Yacht segeln, und Dash sprang von der Küste ins Meer und schwamm ihr nach.

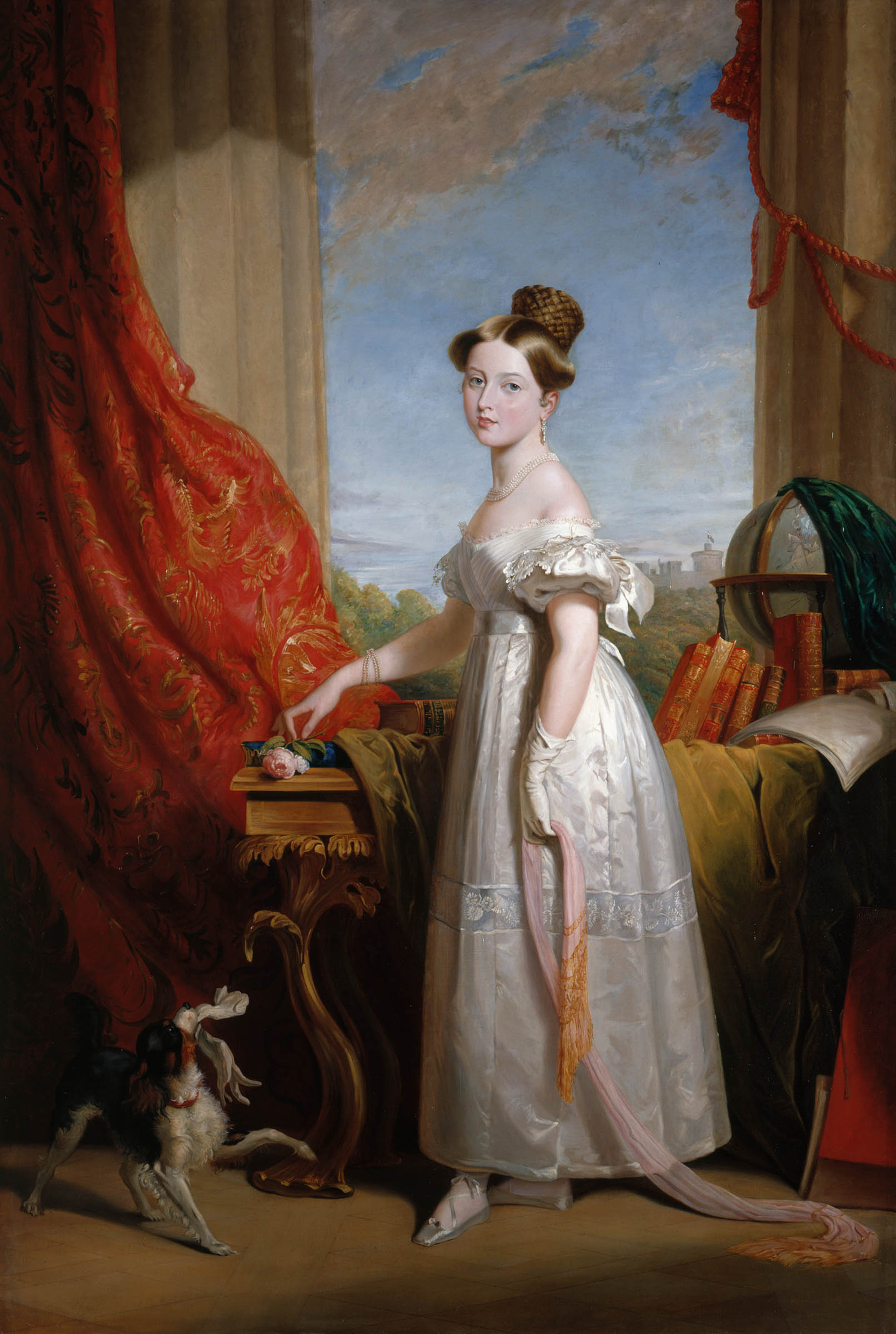
Prinzessin Victoria mit ihrem Spaniel Dash, Sir George Hayter, 1833

Victoria, die 13 war, als Dash in den Haushalt kam, hatte in ihrer Kindheit wenige oder gar keine Freunde, da sie weitgehend isoliert wurde von anderen Kindern. Dies war eine Maßnahme im Rahmen des so genannten Kensington-Systems, welches von Conroy entwickelt wurde, um Victoria von anderen Einflüssen fernzuhalten und dadurch seine eigene Position zu stärken. Das einzige Mädchen in einem ähnlichen Alter, mit dem die Prinzessin regelmäßig Kontakt hatte, war Conroys jüngste Tochter, Victoire, aber es scheint nur eine formale Bekanntschaft gegeben zu haben. In ihrem Tagebuch bezeichnet Victoria Victoire als Miss Conroy, während der Hund mit Zärtlichkeiten überschüttet wurde: „dear sweet little Dash“ und „dear Dashy“.
Im November 1834 machten Victoria und ihre Mutter einen Urlaub in St. Leonards-on-Sea. Die Herzogin, Victoria mit Dash, Lady Flora Hastings und Baroness Louise Lehzen fuhren mit einem Landauer, der von zwei Pferden gezogen wurde, welche sich in einer Spur verfingen und fielen. Die Pferde kämpften auf dem Boden, und es bestand die Gefahr, dass der Wagen kippte und die Frauen sich verletzt hätten. Victoria krabbelte mit Dash in den Armen aus dem Wagen und, wie sie sich erinnerte, „lief mit ihm in meinen Armen, rief Mama mir zu folgen, Lehzen und Lady Flora folgten uns auch.“ Während zwei vorbeikommende Herren die Pferde frei schnitten, flüchteten die Damen und Dash hinter eine Mauer.
Dash blieb auch nach ihrer Thronbesteigung 1837 bei Victoria. Nach ihrer Krönung am 28. Juni 1838 kehrte Victoria in den Buckingham Palace zurück und lief in ihr Zimmer, um Dash wie üblich zu baden.
Dash starb Ende des Jahres 1840 und wurde in der Nähe des Adelaide Cottage im Windsor Home Park beigesetzt. Das Marmorbildnis, welches über dem Grab errichtet wurde, trägt die Inschrift:

“Here lies DASH The favourite spaniel of Her Majesty Queen Victoria In his 10th year His attachment was without selfishness His playfulness without malice His fidelity without deceit READER If you would be beloved and die regretted Profit by the example of DASH”

„Hier liegt DASH, der Lieblingsspaniel ihrer Majestät Königin Victoria, in seinem 10. Jahr. Seine Anhänglichkeit war ohne Eigennutz, seine Munterkeit ohne Arglist, seine Treue ohne Falschheit. LESER, möchtest Du geliebt werden und betrauert sterben, so beherzige DASHS Beispiel.“